# 3844 Lujiaxi
3844 Lujiaxi este un asteroid din centura principală, descoperit pe 30 ianuarie 1966.